# Beniwad, Hukeri
Beniwad là một làng thuộc tehsil Hukeri, huyện Belgaum, bang Karnataka, Ấn Độ.